# 145
Évszázadok: 1. század – 2. század – 3. század
Évtizedek: 90-es évek – 100-as évek – 110-es évek – 120-as évek – 130-as évek – 140-es évek – 150-es évek – 160-as évek – 170-es évek – 180-as évek – 190-es évek
Évek: 140 – 141 – 142 – 143 –  144 – 145 – 146 – 147 – 148 – 149 – 150

## Események

### Római Birodalom
- Antoninus Pius császárt (helyettese márciustól L. Plautius Lamia Silvanus, májustól Cn. Arrius Cornelius Proculus, júliustól Q. Mustius Priscus, szeptembertől L. Petronius Sabinus, novembertől C. Fadius Rufus) és Marcus Aurelius Caesart (helyettese L. Poblicola Priscus, D. Junius Paetus, M. Pontius Laelianus, C. Vicrius Rufus és P. Vicrius) választják consulnak.
- Marcus Aurelius feleségül veszi Faustinát, Antoninus Pius lányát.
- Rómában a Mars-mezőn elkészül Hadrianus temploma.
- Arrianust Athénban arkhónná választják.

### Kína
- Két éves korában meghal Csung császár. Anyja, Liang Na régens fivére, Liang Csi tanácsára a könnyen kezelhetőnek gondolt, hét éves Liu Cuant választja utódjául a császári dinasztia szóba jövő jelöltjei közül. Liu Cuan Cse néven foglalja el a trónt.

## Születések
- Április 11. – Septimius Severus, római császár

## Halálozások
- Han Csung-ti, kínai császár

## Fordítás
- Ez a szócikk részben vagy egészben  az   AD 145 című angol Wikipédia-szócikk ezen változatának fordításán alapul.  Az eredeti cikk szerkesztőit annak laptörténete sorolja fel. Ez a jelzés csupán a megfogalmazás eredetét és a szerzői jogokat jelzi, nem szolgál a cikkben szereplő információk forrásmegjelöléseként.